# 덕 헌트

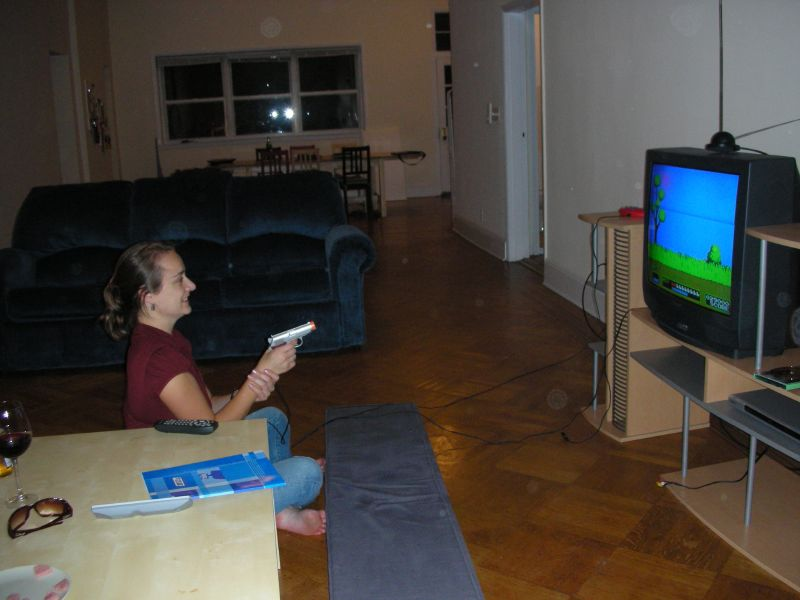

《덕 헌트》(Duck Hunt, 오리 사냥)는 닌텐도가 NES용으로 개발된 비디오 게임으로 플레이어가 광선총인 NES 재퍼를 들고 화면에 나타난 오리를 향해 쏘아 포인트를 얻는 것이 게임의 목적이다.
1984년 일본에서 처음 발매되었다. 한 번에 오리가 한 마리 또는 두 마리씩 나타나는 데, 3발 안에 오리를 다 떨어뜨려야 한다. 덕 헌트는 제품과 함께 동봉된 두 가지 게임들 중 하나였다. (다른 것은 슈퍼 마리오브라더스) 처음에 잘 리뷰되지 않았으나, 게이머들로부터 긍정적인 반응을 얻었다. NES용 판 이전에도 1976년에 레이저 클레이 슈팅 시스템용으로 개발한 바 있다. 1984년에는 아케이드 기판용으로 개발되었으며, 플레이초이스-10 아케이드 기판에서 플레이 가능한 게임에도 포함되었다.

## 게임플레이
덕 헌트에서는 오리와 클레이 사격을 하기 위해 플레이어가 게임 시작 전에 콘솔에 광선총을 연결해야 한다. 총 세 가지 모드가 있다.
- 게임 A : 오리 한 마리를 잡아야 한다.
- 게임 B : 오리 두 마리를 잡아야 한다.
- 게임 C : 여기서는 클레이 사격을 한다.

클레이 사격 모드에서 접시들은 오리보다 보다 작은 스프라이트를 사용하며, 오리보다 빨리 날기 때문에 나중에 가서는 보다 빠른 반응 속도를 요구한다.
게임 내에서 플레이어는 이름없는 개와 함께 동반하게 되는데, 오리를 못 잡았을 경우 개가 웃게 되며, 오리를 잡았을 경우 개가 죽은 오리를 들면서 축하한다. 이 이름없는 개는 All your base are belong to us와 더불어 비디오 게임 분야의 속신(俗信)이 되었다. 한 커뮤니티에서는 이 개를 쏠 수 있는 방법을 찾아냈다. 콘솔 버전에서는 불가능하지만, 아케이드 버전인 Vs. 덕 헌트의 보너스 스테이지에서는 가능하다. 하지만 개를 쏘았을 경우 보너스 포인트를 얻지 못한다. 또한, 플레이어가 개를 쏠 수 있도록 만들어둔 비공식적 리메이크도 있다.

## 개발 과정
덕 헌트의 개발에 관해서는 아주 작은 사실만 알려져 있으나 닌텐도 R&D 1이 게임을 만들었다. 이들은 덕 헌트에 사용할 광선총도 개발했다. 다케히로 이즈시가 감독했고, 군페이 요코이가 게임을 만들어냈다.

## 엔딩
다른 초창기 아케이드 게임과 마찬가지로, 덕 헌트는 엔딩이 없다. 대신 킬 스크린이 표시된다. NES 버전에서는, 개가 레벨 0의 처음에서 웃는다. 그런 다음 두 번 오리가 화면에 나타나고, 그런 다음 또 개가 웃는다. 그런 다음 무작위로 한 번 더 오리가 화면에 나타난다. 그런 다음 화면에 "게임 오버"라는 문자가 화면에 나타날 때까지 개가 계속 웃는다.
클레이 사격 모드에서는 킬 스크린이 없다. 99 레벨이 끝나게 되면 다시 0 레벨로 돌아온다. 이 때부터는 비둘기가 천천히 날아다닌다. 모든 클레이 접시들을 다 쏘았다면, 1 레벨로 상승한다.

## 제품 포장과 음악

### 제품 포장
덕 헌트는 몇몇 두 가지 이상의 게임을 합한 게임 카트리지에 포함되었다. 1980년대 후반에 덕 헌트는 슈퍼 마리오브라더스와 함께 포함되었다. 파워 패드가 번들로 제공된 콘솔을 샀다면 덕 헌트, 슈퍼 마리오브라더스, 월드 클래스 트랙 미트 이렇게 3개의 게임이 들어간 카트리지 하나를 받았다.

### 음악
음악은 당시 몇몇 다른 닌텐도 게임 미디 음악을 작곡하던 고지 곤도와 히로카즈 다나카가 작곡했다. 당시 음악에 대해서 "사운드 효과들은 대체로 1980년대 초 게임을 볼 때 기대해할 만 하다. - 요즘 기준으로 보자면, 꽤 지독하다" 게임 음악은 비디오 게임 라이브 투어에서 고전 게임 메들리로 다시 재연되었다.

## 평가
| 평가                                                                         |                |
| ---------------------------------------------------------------------------- | -------------- |
| 평론 점수 평론사 점수 올게임 [ 13 ] 닌텐도 월드 리포트 7.5/10 (Wii U) [ 14 ] |                |
| 평론 점수                                                                    |                |
| 평론사                                                                       | 점수           |
| 올게임                                                                       | [ 13 ]         |
| 닌텐도 월드 리포트                                                           | 7.5/10 (Wii U) |

## 대중문화
- 2012년에 개봉된 중국 영화인 백만거악에 나온다.

## 같이 보기
- 레이저 점사 시스템